# Francesco Tricomi
Francesco Tricomi (italià: Francesco Giacomo Tricomi)  (Nàpols, 5 de maig de 1897 - Torí, 21 de novembre de 1978) va ser un matemàtic italià.

## Vida i Obra
Nascut en una família benestant (el seu pare era un conegut arquitecte), Tricomi va fer els estudis secundaris a la ciutat de Nàpols. En acabar-los, amb setze anys, es va matricular a la universitat de Bolonya on va fer un curs de química i un altre de física. El 1915 torna a Nàpols on comença els estudis de matemàtiques que es veuen interromputs per la Primera Guerra Mundial. Allistat a l'exèrcit italià, combat a les zones del Carso, del riu Piave i del mont Grappa. Tot i així, el 1918, durant una llicència del front, es va graduar en matemàtiques a la universitat de Nàpols.
Després d'uns anys fent de professor ajudant a les universitats de Pàdua, de Roma i de Florència, el 1925 va ser nomenat professor de la universitat de Torí on va donar classes fins als 1942 quan el seu actiu antifeixisme va fer que hagués d'amagar-se lluny de Torí per evitar la policia política nazi que havia ocupat la península italiana. Des de la publicació de les lleis racials italianes va intentar ajudar els seus col·legues jueus, perseguits per les autoritats, com Gino Fano, Alessandro Terracini, Guido Castelnuovo o Federigo Enriques.
El 1944, ajudat per les forces aliades, va retornar a Torí on va reprendre la docència fins que el 1948, a invitació d'Arthur Erdélyi, es va unir al Bateman Manuscript Project, una gran compilació enciclopèdica de la teoria de les funcions especials, que es duia a terme a l'Institut Tecnològic de Califòrnia a Pasadena. Tot i l'interès de la seva esposa en quedar-se als Estats Units, Tricomi i la seva dona van retornar a Itàlia el 1952, per recuperar la seva càtedra a la universitat de Torí, en la qual va romandre fins a la seva jubilació el 1967.
L'any de la seva jubilació, Tricomi va publicar una mena d'autobiografia intel·lectual, molt valuosa per la informació que conté sobre els context social i les circumstàncies del treball dels matemàtics. Després de jubilat, va ser president de l'Acadèmia de les Ciències de Torí durant el trienni 1973-1976. Va morir el 1978 a Torí.
Tricomi va tenir una vasta producció científica (uns 300 articles) en els camps de les equacions en derivades parcials de tipus mixte i en el de les funcions especials i les seves transformacions funcionals.